# Lucretia (Shakespeare)
Lucretia (frühneuenglisch The Rape of Lucrece) ist eine Versdichtung von William Shakespeare. Das Werk handelt von der tragischen Geschichte der legendären Römerin Lucretia, deren schandhafte Vergewaltigung durch Tarquinius Sextus zum anschließenden Sturz des Königshauses der Tarquinier (509 v. Chr.) und der nachfolgenden Gründung der römischen Republik führte. In gedruckter Form ist das Gedicht erstmals 1594 erschienen. Es wird durch einen längeren Prosatext eingeleitet und umfasst insgesamt 1855 Zeilen in 265 Strophen von jeweils 7 Zeilen. Damit gehört es zu den längsten nicht-dramatischen Werken Shakespeares. Als Versmaß verwendet Shakespeare in den einzelnen Zeilen seines Gedichtes einen jambischen Fünfheber bzw. Pentameter. Das Reimschema der einzelnen Strophen in der Form ABABBCC entspricht dem sogenannten Rhyme royal. Zu Shakespeares Zeiten war Lucretia außerordentlich beliebt. Bis 1640 erschienen acht Ausgaben.

## Handlung

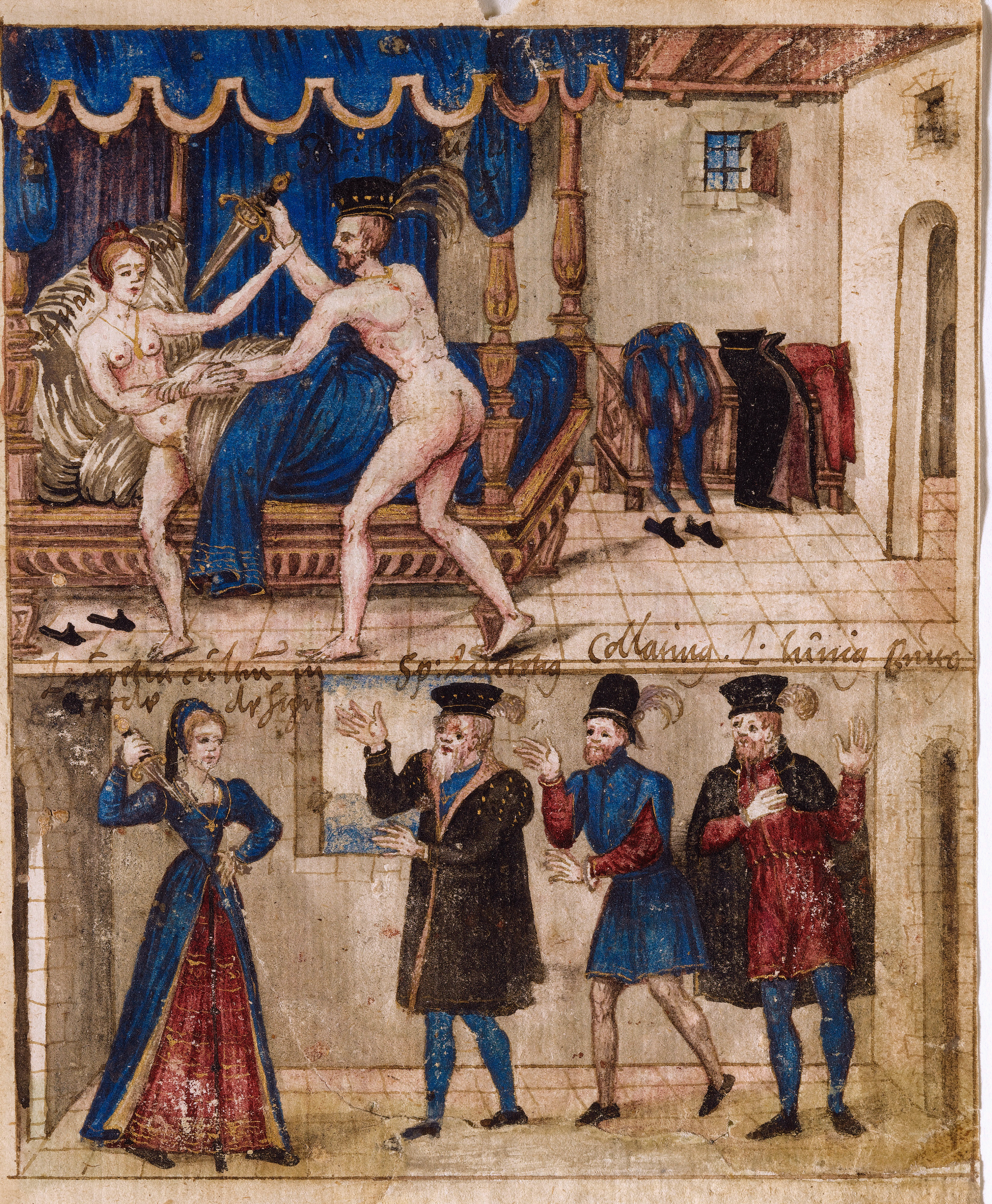
Die Schändung der Lucretia, und ihr Selbstmord.

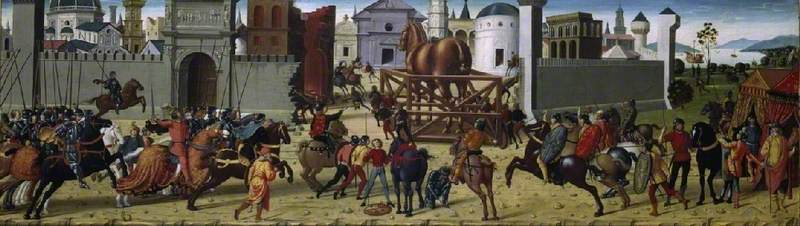
Biagio d’Antonio (1446–1516): Die Belagerung von Troja und das hölzerne Pferd, Abbildung aus dem 16. Jhd., Fitzwilliam Museum

Shakespeare stellt seinem epischen Langgedicht einen Prosatext mit dem Titel The Argument voran, der den Inhalt des nachfolgenden Gedichtes nicht nur zusammenfasst, sondern zugleich weitere Details der Geschichte Lucretias thematisiert, die in dem nachfolgenden lyrischen Teil entfallen oder nur beiläufig erwähnt werden.
Die Handlung hat ihren Ausgangspunkt zur Zeit der Belagerung von Ardea durch die Römer während der Regentschaft des letzten römischen Königs Lucius Tarquinius Superbus, der durch die grausame Ermordung seines Schwiegervaters unrechtmäßig auf den Thron gelangte.
Eine Gruppe römischer Adliger brüstet sich in gegenseitigem Wetteifern mit der Tugendhaftigkeit ihrer in Rom verbliebenen Ehefrauen. Unter diesen Adligen befinden sich Prinz Tarquin, der Sohn des Königs, und sein Freund und Weggefährte Collatinus, der ebenfalls der königlichen Familie der Tarquinier angehört. Vor allem Collatinus rühmt die unvergleichliche Schönheit und Sittsamkeit seiner Ehefrau Lucretia in höchstem Maße.
Um das Verhalten ihrer Frauen auf die Probe zu stellen, beschließt die Gruppe heimlich nach Rom zurückzukehren. Bei ihrer Ankunft nachts müssen sie jedoch feststellen, dass alle ihre Frauen sich mit Tanz und diversen Lustbarkeiten vergnügen, mit Ausnahme von Lucretia, die tugendsam im Kreise ihrer Dienerinnen am Spinnrad beschäftigt ist.
Diese besondere Schönheit und Keuschheit Lucretias weckt Tarquins Verlangen nach ihr. Statt mit den anderen wieder nach Ardea zurückzureiten, begibt er sich auf schnellstem Weg heimlich zum Haus von Collatinus. Zwar plagen ihn Zweifel und Bedenken über sein eigenes Handeln; diese können jedoch seine Begierde nicht zügeln. Nach seiner Ankunft in Collatinus’ Haus wird er von dessen Frau als vermeintlicher Freund des Mannes aufgenommen und als Gast untergebracht.
In der Nacht schleicht er sich in ihr Zimmer und vergewaltigt sie, nachdem es ihm nicht gelungen ist, sie zu verführen. Lucretia widersetzt sich standhaft und versucht mit allen Mitteln, Tarquin von seinem schändlichen Vorhaben abzubringen. Sie ist bereit, lieber zu sterben, als ihrem Mann untreu zu werden. So gibt sie Tarquin zu Bedenken: „Think but how vile a spectacle it were / To view thy present trespass in another. / Men´s faults do seldom to themselves appear“ (631ff). Als Tarquin jedoch behauptet, er würde ihren Leichnam neben den eines toten Sklaven legen und sie dann der Unzucht beschuldigen (weswegen er sie auf frischer Tat beide getötet habe), lässt sie die Tat über sich ergehen. Nach der Vergewaltigung verschwindet Tarquin noch in der gleichen Nacht. In ihrer Verzweiflung betrachtet Lucretia ein Wandgemälde der Belagerung von Troja, das im Text detailliert beschrieben wird.
Je länger sie über das Bild meditiert, umso mehr sieht sie Parallelen zu ihrer Situation und kann sich mit dem bildlich dargestellten Geschehen identifizieren. Tarquin setzt sie dabei in seiner Falschheit mit dem heuchlerischen Sinon gleich. Danach lässt Lucretia nach ihrem Mann und ihrem Vater rufen. Sie erzählt beiden in Anwesenheit weiterer römischer Adliger den Hergang und wird von ihnen für unschuldig befunden. Nachdem Lucretia zuvor die Anwesenden Rache und Vergeltung für ihre Vergewaltigung hat schwören lassen, ersticht sie sich selbst, damit durch ihren Tod künftig keine untreue Frau sich auf ihr Schicksal berufen könne und somit unbestraft davonkäme.
Während Collatinus und Lukretias Vater beim Anblick des noch blutenden Leichnams Lucretias sich in ihrer Trauer zu überbieten versuchen, nutzt Brutus, der sich bislang als dümmlich verstellt hatte, die Gelegenheit und drängt darauf, den Racheschwur zu erneuern, um ihn sodann in die Tat umzusetzen. Die abschließende Strophe des Gedichtes gibt in aller Kürze wider, wie der blutende Leichnam Lucretias durch die Straßen Roms getragen wird. Aufgrund dieser öffentlichen Demonstration der schändlichen Tat Prinz Tarquins geben die Römer einhellige ihre Zustimmung zur dauerhaften Verbannung des Prinzen und des Königs von Rom.
Im Gegensatz zum vorangestellten Argument wird der anschließende Übergang zur Regierungsform des Consulats in der Schlussstrophe nicht weiter thematisiert.

## Literarische Vorlagen und kulturelle Bezüge

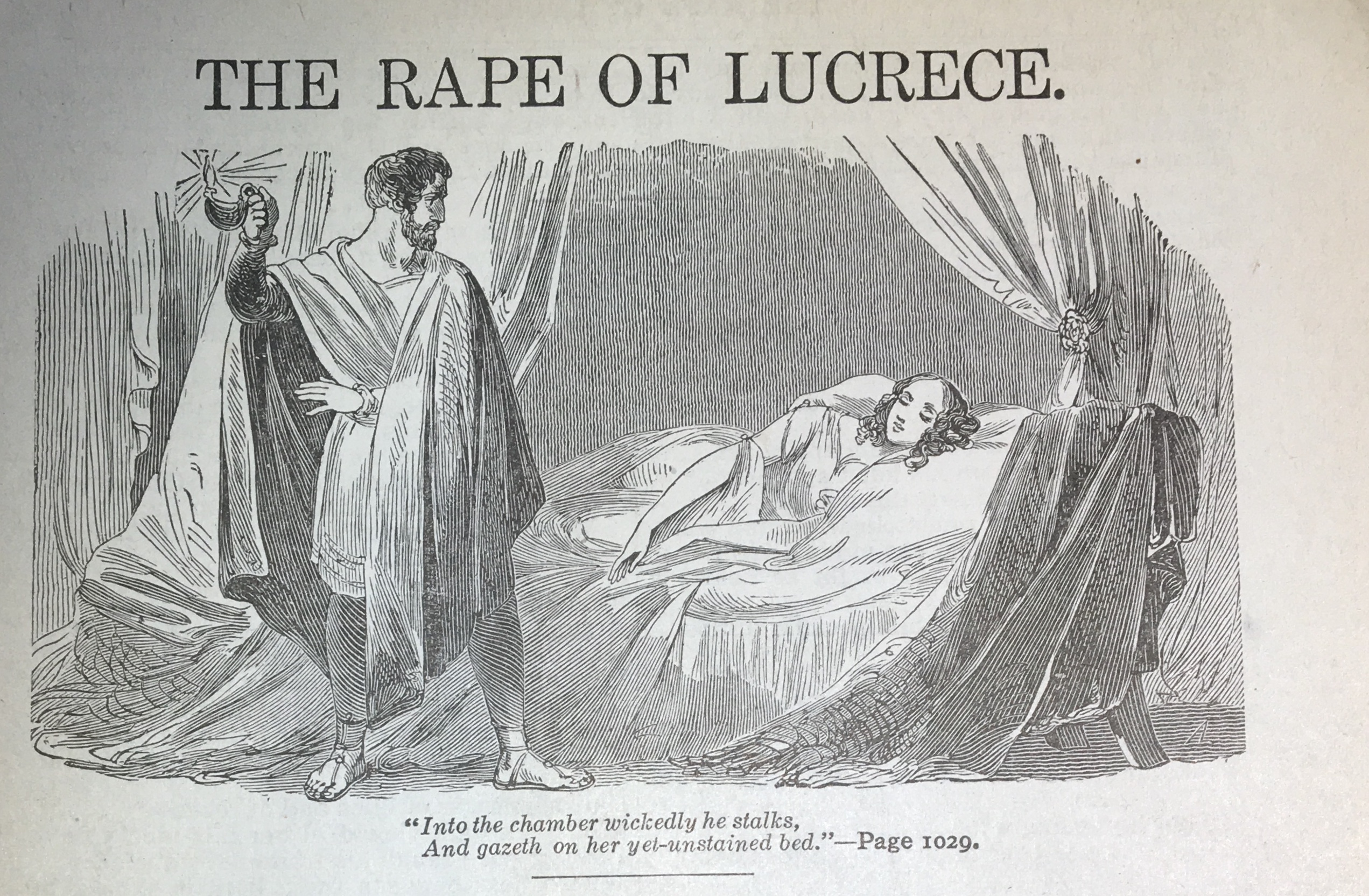
The Rape of Lucrece als Lithographie

Die Geschichte Lucretias als keuscher Ehefrau, deren Vergewaltigung die Vertreibung der römischen Könige und die Entstehung der Republik zur Folge hatte, wurde seit den Anfängen der römischen Geschichtsschreibung in unterschiedlichen Berichten wiedergegeben sowie in diversen literarischen Varianten ausgedeutet, die im elisabethanischen Zeitalter sowohl im Original als auch in Übersetzungen und Bearbeitungen vorlagen.
Zudem wurde die Figur der Lucretia und ihre Geschichte in zahlreichen visuellen Darstellungen verbreitet. So zeigt beispielsweise die Bebilderung eines in den 1540er Jahren in Deutschland entstandenen Geschichtswerkes, das von dem Bürgermeister Augsburgs für den englischen König Heinrich VIII. in Auftrag gegeben wurde, in einer Bildfolge die verschiedenen episodischen Entwicklungsstadien der Geschichte Lucretias ähnlich wie in Shakespeares Gedicht.
Shakespeare könnte mit unterschiedlichen Versionen der Geschichte von Ovid (Fasti, II.721–852, mehrfach nachgedruckt in der Ausgabe des italienischen Humanisten Paolo Marsi), Titus Livius (Ab urbe condita, 1.Lvii–Lx, oder Livius in der Übersetzung von William Painter, The Pallace of Pleasure), Dionysios von Halikarnassos, John Gower (Confessio amantis) oder Geoffrey Chaucer (The Legend of Good Women) sowie mannigfaltigen volkstümlichen Überlieferungen vertraut gewesen sein, so dass er auf verschiedene Quellen zurückgreifen konnte. Seine Verserzählung ist zwölfmal so lang wie die Fassung Ovids; die gewichtigsten Ergänzungen Shakespeares sind die Reden der Lucrece, vor allem ihre beiden langen inneren Monologe nach der Vergewaltigung durch Sextus Tarquinius.
Anders als in Venus and Adonis ist The Rape of Lucrece nicht in einer offenen Landschaft bei Tag, sondern in der klaustrophobischen Welt der Innenräume bei Nacht angesiedelt; gemeinsam ist beiden Werken jedoch das Thema der abirrenden Sexualität.
Die verbreiteten Fassungen der Geschichte unterschieden sich dabei nicht nur in den Handlungsdetails, sondern vor allem in ihren ethischen und politischen Einstellungen oder Blickwinkeln in Bezug auf die Titelfigur. Lucretia stand in der elisabethanischen Zeit im Mittelpunkt einer Vielzahl sich überschneidender moralischer und politischer Auseinandersetzungen. In zahlreichen Darstellungen sowohl in Prosa als auch in dichterischer Form wurde sie zumindest kurz als Beispiel weiblicher Tugendhaftigkeit erwähnt oder herausgestellt. Allerdings waren die meisten nachklassischen Interpreten der Geschichte sich durchaus der kritischen Sichtweise ihres Charakters durch Augustinus bewusst.
Augustinus legte in seiner Argumentation ausführlich dar, dass Keuschheit eine Tugend des Geistes sei. Davon ausgehend betrachtete er den Suizid der Lucretia als komplexes Fallbeispiel, das eine Reihe verwickelter Fragen über Verantwortung und Bestrafung aufwerfe. Falls Lucretia sich ihrer Vergewaltigung widersetzt habe, sei allein Tarquin eines Verbrechens schuldig und Lucretia habe sich selber zu Unrecht bestraft. Sollte sie aber lustvoll Tarquins Drängen nachgegeben haben, so habe sie sich zu Recht selber bestraft. Augustinus zog aus diesen Überlegungen die Schlussfolgerung, Lucretias Fall sei ein Beispiel für ein argumentatives Dilemma: Wolle man ihren (Selbst-)Mord entschuldigen, so müsse man ihr zwangsläufig Ehebruch vorwerfen; wolle man sie jedoch von dem Vorwurf des Ehebruchs freisprechen, so wiege damit die Schuld ihrer unrechtmäßigen Selbstbestrafung umso stärker.
Spätestens 1610 erschien die vollständige Fassung der Argumentation in Augustinus’ De civitate Dei als englische Übersetzung unter dem Titel The City of God in gedruckter Form - dem Zufall geschuldet etwa zu derselben Zeit und in derselben Druckerei, in der auch Shakespeares Sonette als Druck veröffentlicht wurde. In ihren nachklassischen Formen löste die Geschichte der Lucretia damit eine Reihe Unruhe stiftender, grundsätzlicher Kontroversen über die Beziehung zwischen Körper und Geist bzw. freiem Willen sowie zwischen Einwilligung und Zwang aus.
Die besondere Brisanz dieser Debatten ist auch auf dem Hintergrund der elisabethanischen Rechtsauffassung über die Frage des Vorliegens einer Vergewaltigung zu sehen. Nach der im frühen patriarchalischen England vorherrschenden Meinung wurde im Falle einer Schwangerschaft als Folge einer Vergewaltigung davon ausgegangen, dass die Frau auf jeden Fall ihre Einwilligung zu der sexuellen Handlung gegeben haben müsse, da eine Empfängnis ohne den Willen der Frau nicht möglich gewesen wäre.
Zugleich waren die meisten Versionen der Lucretia-Geschichte, die vor Augustinus entstanden waren, politisch aufgeladen mit der Kontroverse um die Entstehung der römischen Republik, die von ihren Befürwortern anders gesehen wurde als von ihren Gegnern. Livius’ Darstellung zufolge führte die Vergewaltigung der Lucretia zu der Vertreibung der römischen Könige und Regierungsform des Consulats, die spätere Ausprägungen der römischen Republik ermöglichte. In Livius’ Darstellung wurde der Gestalt der Lucretia damit eine äußerst einflussreiche historische Bedeutung für die Entstehung der römischen Republik als vorteilhafter Staats- und Regierungsform zugewiesen. Dagegen wurden in einer Erzähltradition der Geschichte, die auf Tacitus zurückgeht, die politischen Folgen der Vergewaltigung Lucretias anders bewertet. In dieser Erzähllinie wurde das Consulat, das als Folge ihrer Vergewaltigung entstand, ebenso sehr als Form der Sklaverei und Unterdrückung gesehen wie die monarchische Regierungsform, die es ablöste. Eine solche Sichtweise wurde zu Shakespeares Zeit etwa in William Fullbeckes Geschichtswerk An Historical Collection of the Continual Functions, Tumults, and Massacres of the Romans and Italians vertreten, das 1601 von Richard Field gedruckt wurde. In weiteren Schriften, beispielsweise der von Justus Lipsius (Six Books of Politics), die in England spätestens 1574 zugänglich war, wurde ebenso Tacitus’s Sichtweise des Machtübergangs in Rom als Folge der Vergewaltigung Lucretias und der Verbannung der römischen Könige nochmals lobend hervorgehoben: Der nur scheinbar schöne Tod der Lucretia sei fälschlicherweise glorifiziert worden (‘misleading beautiful death of Lucrece’); es sei als politische Konsequenz ihres Todes nur Schmeichelei und Verrat unter der despotischen Herrschaft eines Tyrannen entstanden (‘... flattery and treachery which occur under a tyrant ...’). Die Diskussionen über die politische Bedeutung der Geschichte Lucretias wurden, wie die erhaltenen zeitgeschichtlichen Quellen zeigen, in der Kultur der englischen (Spät-)Renaissance, in der Shakespeares Gedichtfassung entstanden ist, lebhaft fortgesetzt.
Der Übergang zu einer republikanischen Regierungsform nach dem Vorbild des antiken Roms war in diesem Kontext für zahlreiche Elisabethaner nicht nur eine theoretisch denkbare, sondern zugleich eine konkrete, durchaus realistische Zukunftsvorstellung, da Elisabeth I. am Ende ihrer Regentschaft keinen Nachkommen aus dem Haus Tudor als Thronfolger vorweisen konnte. Damit griff Shakespeares Gedicht, insbesondere auch mit dem vorangestellten Argument, in einen Diskurs ein, der aus damaliger Sicht nicht gänzlich ohne subversive Sprengkraft war.
The Rape of Lucrece konnte dementsprechend von seinen zeitgenössischen Rezipienten auf dem Hintergrund dieses laufenden Diskurses gelesen werden, wobei Shakespeare in seinem Gedicht jedoch multiple Deutungsperspektiven ermöglicht. In der lyrischen Fassung wird vor allem die moralisch-ethische Komplexität der Situation Lucretias zusätzlich akzentuiert durch die fehlende Thematisierung der Unzulänglichkeiten ihres Ehemannes Collatinus, während der vorangestellte Prosatext des Argument hingegen Collatinus’ anpreisende Prahlerei über die Tugenden seiner schönen Ehefrau als gewichtiges mitauslösendes Moment für das schändliche Verhalten Tarquins klar thematisiert (Z. 9–24) und ihm damit implizit eine Mitschuld zuweist.
Im Gedicht dagegen findet sich eingangs einzig die rhetorische Frage, was Collatinus zu diesem Anpreisen der Tugendhaftigkeit seiner Frau verleitet haben könne, das möglicherweise (‘Perchance’) Tarquin zu seiner schändlichen Tat angestachelt habe (Z. 33–42). Lucretia ihrerseits sucht den Grund für ihr Leiden im Zufall einer schicksalhaften Fügung (‘Opportunity’, Z. 932) und macht ihrem Ehemann keiner Stelle in dem gesamten Gedicht auch nur die geringsten Vorwürfe. Derart nimmt sie in Shakespeares frühem Werk bereits die Reaktionen seiner späteren Protagonistinnen in den großen Tragödien vorweg, wie etwa die von Desdemona in Othello oder die von Cordelia in King Lear, die ebenso wenig den Ehemann oder Vater für ihren Tod oder ihr Leiden verantwortlich machen.
The Rape of Lucrece ist wie auch Venus and Adonis, das im Herbst 1593 erstmals gedruckt worden war und mehr als die doppelte Länge aufweist, dem Earl of Southampton gewidmet. Die „Dedication“ (Widmung), sein „graver labour“, fasst Shakespeare in einer siebenzeiligen Strophe, dem rhyme royal (ababbcc), wie ihn auch Chaucer in Troilus and Criseyde (vermutlich in den 1380er Jahren entstanden) verwendet hatte. Wegen ihres Umfangs eignet sich diese Reimform in besonderer Weise dazu, die inneren seelischen Zustände oder Qualen, hier der Schmerz und die Verzweiflung über die erlittene Vergewaltigung, zum Ausdruck zu bringen. In der Ausgabe der Sonette von 1609 greift Shakespeare in A Lover’s Complaint nochmals auf diese Versform zurück.

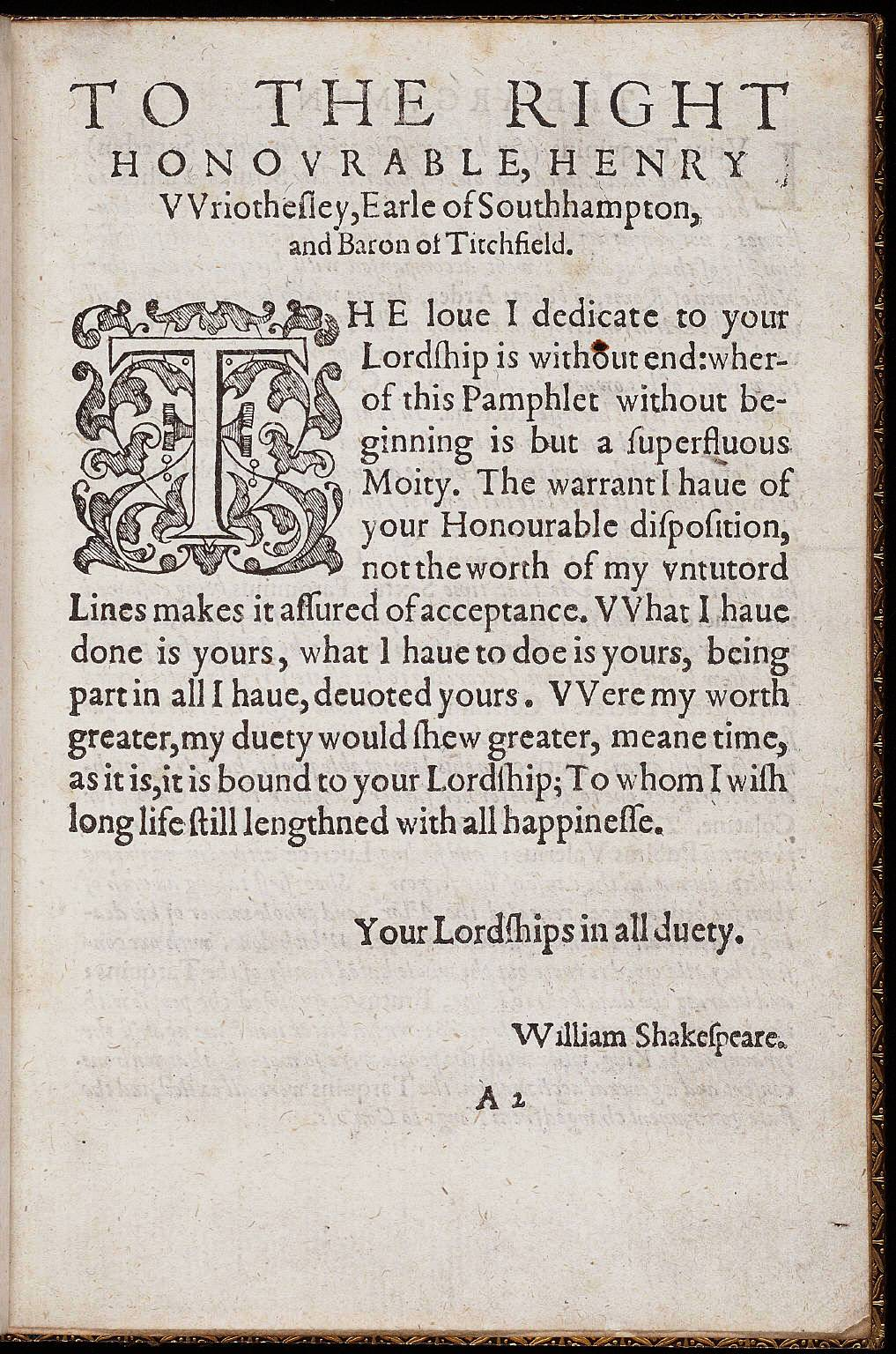
Zweites Blatt der Quarto-Ausgabe von Lucrece 1594 mit der Widmung an den Earl of Southampton durch Shakespeare

## Text- und Entstehungsgeschichte
Am 9. Mai 1594 wurden von dem Buchhändler und Verleger John Harrison die Druckrechte für ein Buch mit dem Titel ‘A book entitled The Ravishment of Lucrece’ im Stationers’ Register eingetragen. Auf der Titelseite des ersten Quarto-Drucks aus demselben Jahr heißt es: ‘LUCRECE | Anchora Spei device; McKerrow 222 | London. | Printed by Richard Field for John Harrison, and are to sold at the signe of the white Greyhound | in Paules Churchyard. 1594.’
Auf der Titelseite der Quarto-Ausgabe von 1594 wird Shakespeares Gedicht in der Kurzform als ‘Lucrece’ bezeichnet, während auf der ersten Textseite als Titel die Langform ‘The Rape of Lucrece’ verwendet wird. Das ornamentale Epigraph ‘Anchora Spei’ (‘Anchor of Hope’) in der Mitte der Titelseite entspricht der üblichen Kennzeichnung der Drucke von Field. Auf der zweiten Seite enthält die erste Quarto-Ausgabe zugleich eine Widmung des Werkes durch Shakespeares an seinen damaligen Schirmherren, den Earl of Southampton.
Dem eigentlichen Gedicht wird ein Argument vorangestellt, in dem in Prosaform als faktische Zusammenfassung für den Leser die Geschichte Lukretias dargeboten wird, wie sie im Wesentlichen aus den damals vorhandenen Quellen vor allem von Livys bzw. Titus Livius’ Ab urbe condita libri (um 25 vor Christus), aber auch von William Painters Palace of Pleasure (1566) und Ovids Fasti oder Chronicles bzw. dessen Metamorphosen im elisabethanischen Zeitalter überliefert war. Aufgrund der erkennbaren Diskrepanzen zwischen dem Argument und dem eigentlichen Gedicht, das kaum auf die öffentlichen Folgen des Verbrechens von Tarquin eingeht, sondern sich auf die private Erlebniswelt des Vergewaltigers und seines Opfers konzentriert, wird von einigen Shakespeare-Gelehrten die Authentizität oder shakespearesche Urheberschaft des vorstehend gedruckten Argument angezweifelt.
Von diesem Erstdruck sind sechs Exemplare erhalten geblieben. Zwei dieser noch existierenden Druckexemplare unterscheiden sich von den anderen Exemplaren an einzelnen Stellen, was vermutlich auf nachträgliche Druckkorrekturen auf einzelnen Blättern nach Fertigstellung des ersten Ausdrucks zurückzuführen ist.
Da Field im Juni 1594 die Druckrechte für Venus and Adonis an Harrison übertrug, erschien Lucrece wahrscheinlich im Sommer dieses Jahres ungefähr zur gleichen Zeit wie die zweite Quarto-Ausgabe von Venus and Adonis.
Beide Bände als Gedichtpaar zählten vermutlich zu den attraktiveren Angeboten in Harrisons Buchgeschäft am Friedhof der St Paul’s Cathedral, wo zur damaligen Zeit ein reger Handel mit handschriftlichen Manuskripten und gedruckten Ausgaben von literarischen und anderen Werken stattfand.
Die gegenwärtige Shakespeare-Forschung geht mit großer Sicherheit von der Annahme aus, dass Shakespeare an dem epischen Gedicht während der Zeit der Schließung der Theater wegen der Pest von 1592 bis Oktober 1594 arbeitete. Zudem finden sich in der 1595 im Druck erschienenen Abhandlung A Defence of Poetry von Philip Sidney diverse Verweise und Bezüge auch auf Shakespeares Lucrece, die darauf hindeuten, wie Duncan-Jones und Woudhuysen annehmen, dass Sidney möglicherweise zuvor Einblick ein handschriftliches Manuskript des Gedichtes hatte.
Der Erstdruck von The Rape of Lucrece weist eine gute Druckqualität auf und lässt darauf schließen, dass als Vorlage für den Druck vermutlich eine autografische Vorlage Shakespeares zur Verfügung stand. Neben der ersten Quarto-Ausgabe von Venus and Adonis zählt diese Erstausgabe von Lucrece damit zu den einzigen Drucken, bei denen mit sehr großer Gewissheit davon ausgegangen werden kann, dass sie von Shakespeare selbst autorisiert wurden.
Sechs Nachdrucke im Quarto-Format noch zu Shakespeares Lebzeiten sowie weitere drei Ausgaben bis 1655 deuten dabei auf die offensichtliche Popularität von The Rape of Lucrece bei zeitgenössischen Lesern. Diese weiteren frühen Drucktexte enthalten allerdings zusätzliche Druckfehler und teilweise Emendierungen der späteren Herausgeber. Einige handschriftliche Überlieferungen von Passagen des Gedichts, die erhalten geblieben sind, deuten zwar auf die unterschiedlichen Leseweisen und Formen des Umgangs mit Shakespeares Gedicht, beruhen höchstwahrscheinlich aber auf Abschriften von gedruckten Versionen. Für die heutigen Ausgaben wird daher der Text der ersten Quarto-Ausgabe von 1594 (Q1), der in zwei Varianten Qa (als unrevidierte Fassung) und Qb (mit Druckkorrekturen in letzter Minute) überliefert ist, als autoritative Grundlage herangezogen.

## Textausgaben
- Colin Burrow (Hrsg.): William Shakespeare, The Complete Sonnets and Poems, Oxford World Classics, Oxford University Press, Oxford und New York 2002
- Catherine Duncan-Jones und H.R. Woudhuysen (Hrsg.): Shakespeare’ Poems. Venus and Adonis, The Rape of Lucrece and the Shorter Poems. The Arden Shakespeare, Third Series, Bloomsbury Publishing Plc, London 2018 (Erstauflage 2007).
- Frank Günther (Hrsg.): William Shakespeare - Venus und Adonis - Die Schändung der Lucretia. Deutsch von Frank Günther, ars vivendi, Cadolzburg 2019, ISBN 978-3-89716-194-8

## Hörbuch
- Venus und Adonis. Tarquin und Lukrezia. Zwei Gedichte. Stimme Jutta Lampe. Bibliotheca Anna Amalia, 3. Der Audio Verlag, 2007, ISBN 978-3-89813-635-8 (in Deutsch). Mit Booklet[17]

## Sekundärliteratur (Auswahl)
- Catherine Belsey: The Rape of Lucrece. In: Patrick Cheney (Hrsg.): The Cambridge Companion to Shakespeare’s Poetry, Cambridge University Press, Cambridge 2007, S. 90–107.
- Catherine Belsey: Tarquin Dispossessed: Expropriation and Consent in “The Rape of Lucrece”. In: Shakespeare Quarterly. Vol. 52, No. 3, Herbst 2001, S. 315–335.
- Heather Dubrow: The Rape of Clio: Attitudes to History in Shakespeare’s Lucrece. In: English Literary Renaissance. Vol. 16, No. 3, Wiley 1986, S. 425–41.
- Sonja Fielitz: The Rape of Lucrece. In: Sonja Fielitz William Shakespeare. Eine Einführung in Werk und Wirkung. Wissenschaftliche Buchgesellschaft, Darmstadt 2013, ISBN 978-3-534-24646-5, S. 57–59.
- Joel Fineman: Shakespeare’s Will: The Temporality of Rape. In: Representations, No. 20, University of California Press 1987, S. 25–76.
- Arthur Hadfield: Republicanism And Constitutionalism: ‘Tarquin’s everlasting banishment’. In Arthur Hadfield (Hrsg.): Shakespeare and Renaissance Politics. The Arden Shakespeare: Critical Companions, Bloomsbury Methuen Drama, London 2014, S. 111–149.
- Stephanie H. Jed: Per Hunc Castissimum Sanguinem: Lucretia’s Chastity and the Alienation from Literary Material. In: Stephanie H. Jed: Chaste Thinking and the Birth of Humanism. Indiana University Press, Bloomington 1989, S. 51–73.
- Richard Meek: Ekphrasis in ‘The Rape of Lucrece’ and ‘The Winter’s Tale.’ In: Studies in English Literature, 1500–1900, Vol. 46, No. 2, Rice University und Johns Hopkins University Press 2006, S. 389–414.
- Jane O. Newman: “And Let Mild Women to Him Lose Their Mildness”: Philomela, Female Violence, and Shakespeare's The Rape of Lucrece. In: Shakespeare Quarterly, Vol. 45, No. 3 (Herbst 1994), S. 304–326.
- Sara E. Quay: ‘Lucrece the Chaste’: The Construction of Rape in Shakespeare’s ‘The Rape of Lucrece.’ In: Modern Language Studies. Vol. 25, No. 2, 1995, veröffentlicht von der Oxford University Press, S. 3–17.
- John Roe: Textual Analysis. In John Roe (Hrsg.): The Poems: Venus and Adonis, The Rape of Lucrece, The Phoenix and the Turtle, The Passionate Pilgrim, A Lover's Complaint. Cambridge University Press, Cambridge 2006, ISBN 978-0-521-67162-0, S. 296–305, hier S. 298–301.
- Carolyn D. Williams: ‘Silence, like a Lucrece Knife’: Shakespeare and the Meanings of Rape. In: The Yearbook of English Studies. Vol. 23, Modern Humanities Research Association 1993, S. 93–110.

## Belege
1. ↑  Siehe Colin Burrow (Hrsg.): William Shakespeare, The Complete Sonnets and Poems, Oxford World Classics, Oxford University Press, Oxford und New York 2002, Introduction, S. 45. Vgl. auch Catherine Duncan-Jones und H.R. Woudhuysen (Hrsg.): Shakespeare’ Poems. Venus and Adonis, The Rape of Lucrece and the Shorter Poems. The Arden Shakespeare, Third Series, Bloomsbury Publishing Plc, London 2018, Introduction, S. 37.
2. ↑  Siehe Catherine Belsey: Tarquin Dispossessed: Expropriation and Consent in “The Rape of Lucrece”. In: Shakespeare Quarterly. Vol. 52, No. 3, Herbst 2001, S. 328. Bildhafte Darstellungen von Lucretia waren, wie Duncan-Jones und Woudhuysen ausführen, im 15. und 16. Jahrhundert in ganz Europa in verschiedener Form weit verbreitet. Im elisabethanischen England existierten sie nicht nur auf Wandteppichen oder Gemälden, sondern ebenso in Geschäfts- oder Drucksignaturen oder Siegelringen. Siehe Catherine Duncan-Jones und H.R. Woudhuysen (Hrsg.): Shakespeare’ Poems. Venus and Adonis, The Rape of Lucrece and the Shorter Poems. The Arden Shakespeare, Third Series, Bloomsbury Publishing Plc, London 2018, Introduction, S. 35 und 37. Die zahlreichen bildhaften Bezüge und die meditative Betrachtung der Relationen von literarischer und visueller Kunst, die ihren Eingang in das Gedicht in den längeren ekphrastischen Passagen vor allem an den Stelle finden, in denen Lucretia nach ihrer Vergewaltigung über Gemälde des belagerten Troja nachdenkt und Tarquin in seiner Falschheit mit Sinon vergleicht (Z. 1366–1568), lassen auf eine Vertrautheit Shakespeares und seiner zeitgenössischen Rezipienten mit solchen bildlichen Darstellungen der Geschichte schließen. Vgl. dazu detailliert Richard Meek: Ekphrasis in ‘The Rape of Lucrece’ and ‘The Winter’s Tale.’ In: Studies in English Literature, 1500–1900, Vol. 46, No. 2, Rice University und Johns Hopkins University Press 2006, S. 389–414, insbesondere S. 389–395. Siehe auch Catherine Duncan-Jones und H.R. Woudhuysen (Hrsg.): Shakespeare’ Poems. Venus and Adonis, The Rape of Lucrece and the Shorter Poems. The Arden Shakespeare, Third Series, Bloomsbury Publishing Plc, London 2018, Introduction, S. 47ff.
3. ↑  Vgl. zu den literarischen Vorlagen für Shakespeares Lucrece exemplarisch Carolyn D. Williams: ‘Silence, like a Lucrece Knife’: Shakespeare and the Meanings of Rape. In: The Yearbook of English Studies. Vol. 23, Modern Humanities Research Association 1993, S. 96, sowie Colin Burrow (Hrsg.): William Shakespeare, The Complete Sonnets and Poems, Oxford World Classics, Oxford University Press, Oxford und New York 2002, S. 45. Siehe auch Catherine Duncan-Jones und H.R. Woudhuysen (Hrsg.): Shakespeare’ Poems. Venus and Adonis, The Rape of Lucrece and the Shorter Poems. The Arden Shakespeare, Third Series, Bloomsbury Publishing Plc, London 2018, Introduction, S. 67. Vgl. ferner Sonja Fielitz: The Rape of Lucrece. In: Sonja Fielitz William Shakespeare. Eine Einführung in Werk und Wirkung. Wissenschaftliche Buchgesellschaft, Darmstadt 2013, ISBN 978-3-534-24646-5, S. 58.
4. ↑  Vgl. zu der politisch-sozialen Bedeutung der Ausführungen von Augustinus im Kontext des elisabethanischen Diskurses über Keuschheit und Vergewaltigung neben der weiter unten aufgeführten Sekundärliteratur auch detaillierter Carolyn D. Williams: ‘Silence, like a Lucrece Knife’: Shakespeare and the Meanings of Rape. In: The Yearbook of English Studies. Vol. 23, Modern Humanities Research Association 1993, S. 99f.
5. ↑  So schreibt etwa Harry Finch in Law, or a Dicourse thereof in four Books (1627, S. 204): ‘rape is the carnal abusing of a woman against her will. But if the woman conceive upon any carnal abusing of her, that is no rape, for she cannot conceive unless she consent’. Zitiert nach: Colin Burrow (Hrsg.): William Shakespeare, The Complete Sonnets and Poems, Oxford World Classics, Oxford University Press, Oxford und New York 2002, S. 66ff. und 300. Die Möglichkeit einer ungewollten Schwangerschaft und die damit auf diesem Hintergrund verbundene mögliche Schande nicht nur für Lucretia, sondern ebenso für Collatinus wird in Shakespeares Gedichts an mehreren Stellen thematisiert (z. B. Z. 522–529 oder 1058–1064). Siehe dazu auch Catherine Duncan-Jones und H.R. Woudhuysen (Hrsg.): Shakespeare’ Poems. Venus and Adonis, The Rape of Lucrece and the Shorter Poems. The Arden Shakespeare, Third Series, Bloomsbury Publishing Plc, London 2018, Introduction, S. 43–45. Vgl. zu der Bedeutung der möglichen Schwangerschaft Lucretias und der destabiliserenden politischen Implikationen ihrer Gewaltigung und möglichen Schwangerschaft auch Jane O. Newman: “And Let Mild Women to Him Lose Their Mildness”: Philomela, Female Violence, and Shakespeare's The Rape of Lucrece. In: Shakespeare Quarterly, Vol. 45, No. 3 (Herbst 1994), S. 322ff. Vgl. darüber hinaus auch Sara E. Quay: ‘Lucrece the Chaste’: The Construction of Rape in Shakespeare’s ‘The Rape of Lucrece.’ In: Modern Language Studies. Vol. 25, No. 2, 1995, veröffentlicht von der Oxford University Press, S. 3–17, insbesondere S. 3–6.
6. ↑  Vgl. eingehend Colin Burrow (Hrsg.): William Shakespeare, The Complete Sonnets and Poems, Oxford World Classics, Oxford University Press, Oxford und New York 2002, S. 45 ff. Siehe auch Catherine Belsey: The Rape of Lucrece. In: Patrick Cheney (Hrsg.): The Cambridge Companion to Shakespeare’s Poetry, Cambridge University Press, Cambridge 2007, S. 90f. sowie Michael Dobson: The Rape of Lucrece. In: Michael Dobson, Stanley Wells: The Oxford Companion to Shakespeare. Second Edition, Oxford University 2015, S. 320. Vgl. ebenso Heather Dubrow: The Rape of Clio: Attitudes to History in Shakespeare’s Lucrece. In: English Literary Renaissance. Vol. 16, No. 3, Wiley 1986, S. 425–41, hier insbesondere S. 428ff. Siehe zum Hintergrund dieser Diskussion in der englischen Renaissance auch ausführlich die Darstellung von Stephanie H. Jed: Per Hunc Castissimum Sanguinem: Lucretia’s Chastity and the Alienation from Literary Material. In: Stephanie H. Jed: Chaste Thinking and the Birth of Humanism. Indiana University Press, Bloomington 1989, S. 51–73. Vgl. zu der politisch-sozialen Bedeutung der Vergewaltigung Lucretias im historischen Kontext der Position der Ehefrau als männlichem Besitz- und Sexualobjekt ebenso Catherine Belsey: Tarquin Dispossessed: Expropriation and Consent in “The Rape of Lucrece”. In: Shakespeare Quarterly. Vol. 52, No. 3, Herbst 2001, S. 315–335.
7. ↑  Vgl. Catherine Duncan-Jones und H.R. Woudhuysen (Hrsg.): Shakespeare’ Poems. Venus and Adonis, The Rape of Lucrece and the Shorter Poems. The Arden Shakespeare, Third Series, Bloomsbury Publishing Plc, London 2018, Introduction, S. 56f. The Rape of Lucrece stellt, wie Duncan-Jones und Woudhuysen ausführen, das früheste von mehreren Werken dar, in denen Shakespeare sich mit dieser Thematik in lyrischer oder dramatischer Form auseinandersetzt, so beispielsweise fünf Jahre später in seiner Tragödie Julius Caesar. Die Rechtfertigung für die Ermordung Caesars finden sein Freund Brutus und die anderen Verschwörer in diesem Drama in der festen Überzeugung, Caesar greife nach der Krone und wolle die Republik abschaffen; im Interesse des Gemeinwohls sei seine Tötung daher unvermeidbar. Paradoxerweise führt das Attentat jedoch dazu, dass sich mit der fortlebenden Präsens von Caesars Geist die monarchisch-tyrannische Herrschaftsform unabwendbar durchsetzt und die Integrität der Attentäter zunehmend in Frage gestellt wird.
8. ↑  Vgl. dazu detailliert Colin Burrow (Hrsg.): William Shakespeare, The Complete Sonnets and Poems, Oxford World Classics, Oxford University Press, Oxford und New York 2002, S. 45ff. und 72f. Siehe auch Catherine Belsey: The Rape of Lucrece. In: Patrick Cheney (Hrsg.): The Cambridge Companion to Shakespeare’s Poetry, Cambridge University Press, Cambridge 2007, S. 66–73. Siehe des Weiteren auch Heather Dubrow: The Rape of Clio: Attitudes to History in Shakespeare’s Lucrece. In: English Literary Renaissance. Vol. 16, No. 3, Wiley 1986, S. 425–41. Auch im Hinblick auf die Frage der moralisch-ethischen Bewertung des Selbstmordes von Lucretia liefert Shakespeares Versepos keine eindeutige Antwort: Wie in dem überwiegenden Teil seiner Dramen sind alle moralischen Positionen grundsätzlich subjektiv; keine kann von vornherein den Anspruch auf Allgemeingültigkeit erheben. Siehe dazu Thomas Kullmann: Form und Sprache bei Shakespeare - Versuche in anderen Gattungen: Versepen, Sonette. In: Thomas Kullmann: William Shakespeare. Eine Einführung (= Grundlagen der Anglistik und Amerikanistik. Band 26). Schmidt, Berlin 2005, ISBN 3-503-07934-3, S. 90.
9. ↑  Siehe eingehender Catherine Duncan-Jones und H.R. Woudhuysen (Hrsg.): Shakespeare’ Poems. Venus and Adonis, The Rape of Lucrece and the Shorter Poems. The Arden Shakespeare, Third Series, Bloomsbury Publishing Plc, London 2018, Introduction, S. 44ff und 76f. Duncan-Jones und Woodhuysen weisen in diesem Zusammenhang ebenso darauf hin, dass Shakespeare jedoch mit erneutem Blick auf den Lucretia-Stoff in seinem Drama Cymbeline (um 1610) etliche Jahre später das wetteifernde öffentliche Anpreisen der Keuschheit der Ehefrauen durch ihre Männer mit Nachdruck am Beispiel des Posthumus sowohl als „geschmacklos“ wie auch als „einfältig“ (“both tasteless and foolish”) inszeniere. Zwei Jahre zuvor hatte bereits Thomas Heywood mit seiner dramatischen Bearbeitung des Lucretia-Stoffes in The Rape of Lucrece (gedruckt 1608) als Reaktion auf Shakespeares Gedicht die Verantwortung für die Gewaltigung letztlich Collatinus zugeschrieben aufgrund seiner Wette um die Keuschheit seiner Frau sowie der unbedachten Weitergabe des Ringes, der Tarquin Zugang zu seinem Haus verschaffte. Vgl. zu dem gesamten thematischen Aspekt auch Catherine Belsey: Tarquin Dispossessed: Expropriation and Consent in “The Rape of Lucrece”. In: Shakespeare Quarterly. Vol. 52, No. 3, Herbst 2001, S. 317ff.
10. ↑  Siehe Sonja Fielitz: The Rape of Lucrece. In: Sonja Fielitz William Shakespeare. Eine Einführung in Werk und Wirkung. Wissenschaftliche Buchgesellschaft, Darmstadt 2013, ISBN 978-3-534-24646-5, S. 57.
11. ↑  Vgl. Catherine Belsey: Tarquin Dispossessed: Expropriation and Consent in “The Rape of Lucrece”. In: Shakespeare Quarterly. Vol. 52, No. 3, Herbst 2001, S. 315. Siehe auch Catherine Belsey: The Rape of Lucrece. In: Patrick Cheney (Hrsg.): The Cambridge Companion to Shakespeare’s Poetry, Cambridge University Press, Cambridge 2007, S. 105. Der Kurztitel Lucrece erscheint nach Harrisons Verkauf seiner Druckrechte erstmals auf der Titelseite von Q6 (1616). Siehe Colin Burrow (Hrsg.): William Shakespeare, The Complete Sonnets and Poems, Oxford World Classics, Oxford University Press, Oxford und New York 2002, Introduction, S. 43.
12. ↑  Vgl. dazu z. B. Michael Dobson: The Rape of Lucrece. In: Michael Dobson, Stanley Wells: The Oxford Companion to Shakespeare. Second Edition, Oxford University 2015, S. 321. Siehe auch die Anmerkung bei Colin Burrow (Hrsg.): William Shakespeare, The Complete Sonnets and Poems, Oxford World Classics, Oxford University Press, Oxford und New York 2002, S. 241. Vgl. ebenfalls Catherine Belsey: Tarquin Dispossessed: Expropriation and Consent in “The Rape of Lucrece”. In: Shakespeare Quarterly. Vol. 52, No. 3, Herbst 2001, S. 320ff., bes. S. 321. Belsey geht hier im Weiteren auch eingehender auf die Unterschiede zwischen Argument und dem nachfolgenden Gedichttext ein. Ihr zufolge liegt dem eher politisch ausgerichtetem Argument primär Livys Bericht zugrunde, während sich in dem eigentlichen Gedichttext, der in stärkerem Maße die zwischenmenschlichen Empfindungen und Beziehungsaspekte thematisiert, vor allem Anleihen an die episodische Darstellung in Ovids Fasti finden. Heather Dubrow thematisiert darüber hinaus die vielschichtigen Bezüge zwischen Argument und der Gedichtfassungen mit ihren unterschiedlichen historisch-politischen Deutungsperspektiven. Siehe Heather Dubrow: The Rape of Clio: Attitudes to History in Shakespeare’s Lucrece. In: English Literary Renaissance. Vol. 16, No. 3, Wiley 1986, S. 429–435.
13. ↑  Siehe John Roe: Textual Analysis. In John Roe (Hrsg.): The Poems: Venus and Adonis, The Rape of Lucrece, The Phoenix and the Turtle, The Passionate Pilgrim, A Lover's Complaint. Cambridge University Press, Cambridge 2006, ISBN 978-0-521-67162-0, S. 298f.
14. ↑  Möglicherweise war die gleichzeitige Veröffentlichung von Venus and Adonis und Lucrece als narratives, thematisch auf einander bezogenes Gedichtpaar, wie Duncan-Jones und Woudhuysen in der Arden-Ausgabe vermuten, auch von Shakespeare so beabsichtigt. Siehe Catherine Duncan-Jones und H.R. Woudhuysen (Hrsg.): Shakespeare’ Poems. Venus and Adonis, The Rape of Lucrece and the Shorter Poems. The Arden Shakespeare, Third Series, Bloomsbury Publishing Plc, London 2018, Introduction, S. 1 ff. und 56.
15. ↑  Siehe Catherine Duncan-Jones und H.R. Woudhuysen (Hrsg.): Shakespeare’ Poems. Venus and Adonis, The Rape of Lucrece and the Shorter Poems. The Arden Shakespeare, Third Series, Bloomsbury Publishing Plc, London 2018, Introduction, S. 40 und 69. Auch im Gedichttext findet sich in Lucretias Reflexionen in Z. 1478ff ein Hinweis auf die zu dieser Zeit grassierende Pest in London. Siehe Colin Burrow (Hrsg.): William Shakespeare, The Complete Sonnets and Poems, Oxford World Classics, Oxford University Press, Oxford und New York 2002, S. 321.
16. ↑  Vgl. zu der gesamten Darstellung soweit ebenfalls Colin Burrow (Hrsg.): William Shakespeare, The Complete Sonnets and Poems, Oxford World Classics, Oxford University Press, Oxford und New York 2002, Introduction, S. 40–42 und 44, sowie Catherine Duncan-Jones und H.R. Woudhuysen (Hrsg.): Shakespeare’ Poems. Venus and Adonis, The Rape of Lucrece and the Shorter Poems. The Arden Shakespeare, Third Series, Bloomsbury Publishing Plc, London 2018, Appendix 1, S. 471–476. Siehe auch Michael Dobson: The Rape of Lucrece. In: Michael Dobson, Stanley Wells: The Oxford Companion to Shakespeare. Second Edition, Oxford University 2015, S. 320f.
17. ↑  ISBN mehrfach gültig, da für eine Kassette mit 9 Titeln vergeben